# Jan Kotík

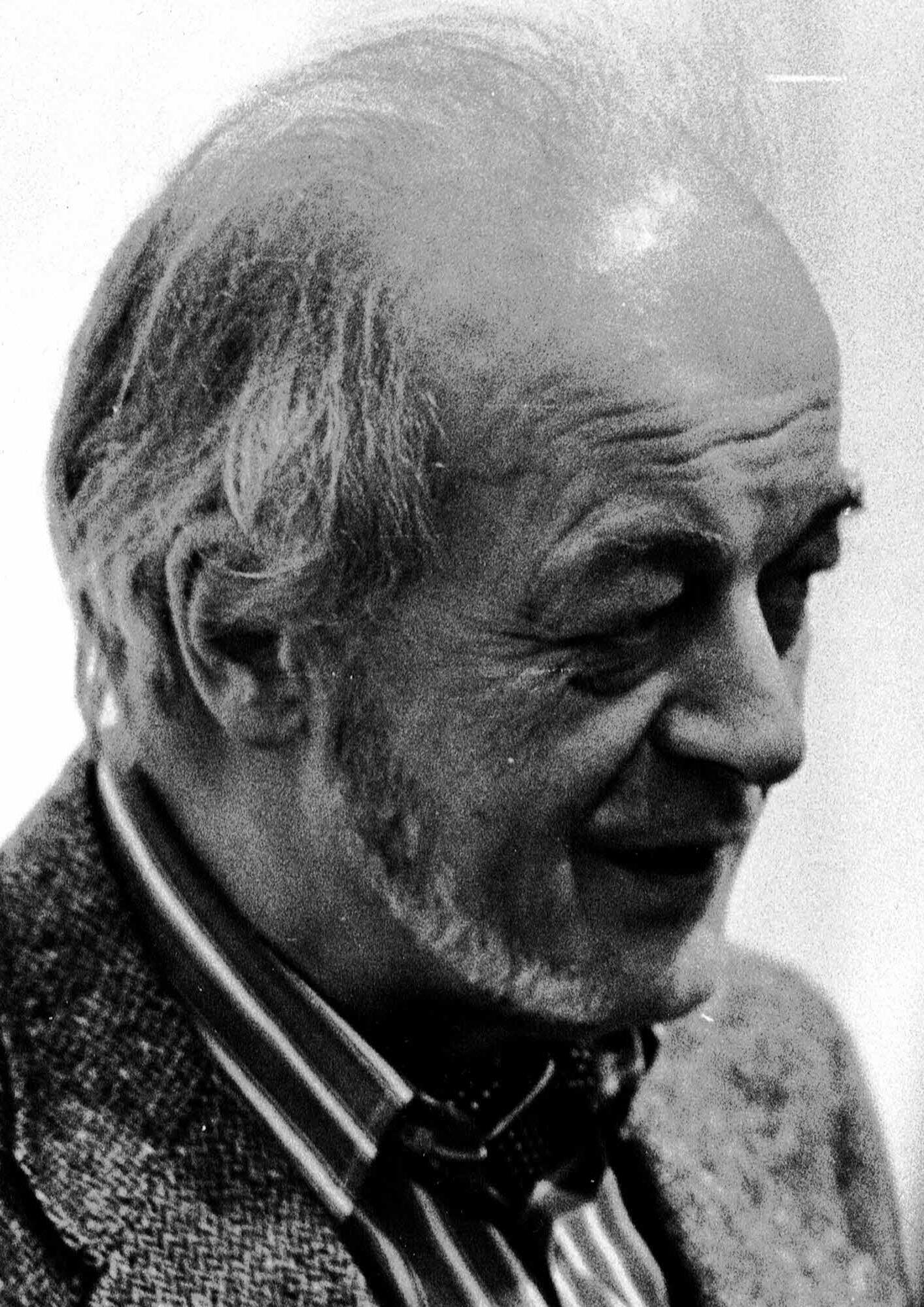
Jan Kotík (1916–2002), im Künstlergespräch am 18. Mai 1977, Berlin

Jan Kotík (* 4. Januar 1916 in Turnov; † 23. März 2002 in Berlin) war ein tschechischer Maler, er arbeitete ferner an Kollagen und verschiedenen Objekten.

## Leben
Kotík, Sohn des tschechischen Malers Pravoslav Kotík, kam 1934 nach Prag, wo er von 1936 bis 1941 an der Akademie für angewandte Kunst studierte. Bei der Weltausstellung in Paris 1937 gewann er eine Bronzemedaille. 1939 erschien ein Band mit Druckgrafiken, der sich mit der Okkupation der Tschechoslowakei durch die Nazis auseinandersetzte, unter dem Titel The Testament of Burning Country. Er gehörte dann zu den Mitbegründern der avantgardistischen Gruppe 42.
In der stalinistisch geprägten Nachkriegszeit konnte Kotík seine Werke nicht veröffentlichen, und er wandte sich dem Industriedesign, der Glaskunst und der Buchbinderei zu. Daneben gab er das oppositionelle Magazin Tvář heraus, in dem er sein Kunstkonzept stets als Gegenpart zum sozialistischen Realismus verstand. Bei der Weltausstellung Expo 58 1958 in Brüssel gewann er mit einer Glasskulptur eine Silbermedaille.
Nach einem Aufenthalt als Stipendiat des Deutschen Akademischen Austauschdienstes blieb Kotík 1970 in Berlin, wo er fortan lebte. 1979 veranstaltete der Neue Berliner Kunstverein eine Ausstellung seiner Werke in der Orangerie von Schloss Charlottenburg unter dem Titel Jan Kotik: Arbeiten (Work) 1970–1979. Weitere Einzelausstellungen fanden u. a. an der State University of New York (1983), im Folkwang Museum, Essen (1986) und der Staatlichen Kunsthalle Berlin (1992) statt, eine Gedenkausstellung 2002 in der Nationalgalerie Prag.
Jan Kotík war Mitglied im Deutschen Künstlerbund und seit 1992 Mitglied der Akademie der Künste Berlin. 1997 erhielt er den Fred-Thieler-Preis für Malerei. Kotík war mit der Übersetzerin Ruth Kotíková verheiratet, ihr Sohn Petr Kotík ist Komponist und Martin Kotík ist Architekt.

## Schriften und Kataloge (Auswahl)
- Sehen und Denken. 11., Jan Kotik: „Übertragen“, Linie – Objekt – Farbe, 23. September 2000 bis 21. Januar 2001. Berlin, Akademie der Künste 2000. Dazu: Sehen und Denken 10-16 : Videodokumentation von 23 Künstlergesprächen der Ausstellungsreihe (1997–2004). Darin Nr. 11 Jan Kotik. Akademie der Künste Berlin 2005, ISBN 3-88331-090-5 (3 DVDs).
- Jirí Machalický (Hrsg.): Jan Kotík: 1936–1996, kresby, koláze, grafické listy, objekty, obrazy – drawings, collages, graphics, paintings, objects. Národní Galerie, Praha 1996, ISBN 80-7035-114-4 (Ausstellungskatalog: Praha, Grafická Sbírka Národní Galerie August – September 1996; Brno, Dům Umení Mesta Brna Januar – März 1997).